# Jan Kjærstad
Jan Kjærstad (ur. 6 marca 1953 w Oslo) – norweski prozaik i krytyk literacki.
Debiutował w 1980 nowelą Kloden dreier stille rundt. W swoich powieściach, m.in. Homo Falsus eller det perfekte mord (Homo Falsus, czyli morderstwo doskonałe, 1984), Det store eventyret (Wielka bajka, 1986) i Rand (skraj, 1990) podejmuje zagadnienie tożsamości jednostki we współczesnym świecie. Jest autorem nowatorskiej trylogii o charyzmatycznym twórcy programów telewizyjnych J. Wergelandzie, podważającej konwencje biografii literackiej i powieści rozwojowej: Forføreren (Uwodziciel, 1993), Erobreren (Zdobywca, 1996) i Oppdageren (Odkrywca, 1999); trylogia ta należy do najważniejszych dzieł skandynawskiej literatury lat 90. XX w. W 2000 otrzymał Nagrodę Doblouga, a w 2001 Nagrodę literacką Rady Nordyckiej.